# Adolfo I, Príncipe de Eschaumburgo-Lipa
Adolfo I, Príncipe de Eschaumburgo-Lipa (1 de Agosto de 1817 – 8 de Maio de 1893) foi um governante do Principado de Eschaumburgo-Lipa.

## Biografia
Adolfo nasceu em Buckeburgo, filho de Jorge Guilherme, Príncipe de Eschaumburgo-Lipa e da princesa Ida de Waldeck e Pyrmont.
Sucedeu como príncipe de Eschaumburgo-Lipa após a morte do seu pai, o príncipe Jorge Guilherme, a 21 de Novembro de 1860. Em 1866, Eschaumburgo-Lipa assinou um tratado militar com a Prússia, e, em 1867, os dois países entraram numa união militar, nas quais os habitantes de Eschaumburgo prestaram serviço militar no exército da Prússia. Foi também em 1867, que Eschaumburgo-Lipa se tornou membro da Confederação do Norte da Alemanha, e, mais tarde, em 1871 tornou-se um estado membro do Império Alemão quando este foi fundado. Adolfo morreu em Buckeburgo e foi sucedido pelo seu filho Jorge.

## Casamento e filhos
A 25 de Outubro de 1844 Adolfo casou-se em Arolsen, com a sua prima, a princesa Hermínia de Waldeck e Pyrmont, uma filha de Jorge II, Príncipe de Waldeck e Pyrmont. A mãe de Adolfo era irmã do pai da sua nova esposa. O casal teve oito filhosː
1. Hermínia de Eschaumburgo-Lipa (5 de Outubro de 1845 – 23 de Dezembro de 1930); casada com o duque Maximiliano Carlos de Württemberg, filho único do duque Paulo Guilherme de Württemberg; sem descendência.
2. Jorge, Príncipe de Eschaumburgo-Lipa (10 de Outubro de 1846 – 29 de Abril de 1911); sucedeu ao seu pai como príncipe de Eschaumburgo-Lipa; casado com a princesa Maria Ana de Saxe-Altemburgo; com descendência.
3. Hermano de Eschaumburgo-Lipa (19 de Maio de 1848 – 29 de Dezembro de 1928), nunca se casou nem teve descendentes.
4. Ema de Eschaumburgo-Lipa (16 de Dezembro de 1850 – 25 de Novembro de 1855), morreu aos quatro anos de idade.
5. Ida de Eschaumburgo-Lipa (28 de Julho de 1852 – 28 de Setembro de 1891); casada com Henrique XXII, Príncipe Reuss de Greiz; com descendência.
6. Oto Henrique de Eschaumburgo-Lipa (23 de Setembro de 1854 – 12 de Agosto de 1935); casado com Anna von Koppen; com descendência.
7. Adolfo de Eschaumburgo-Lipa (20 de Julho de 1859 – 9 de Julho de 1916); casado com a princesa Vitória da Prússia, filha do imperador Frederico III da Alemanha e de Vitória, Princesa Real do Reino Unido, filha mais velha da rainha Vitória; sem descendência.
8. Ema de Eschaumburgo-Lipa (13 de Julho de 1865 – 27 de Dezembro de 1868), morreu aos três anos de idade.

## Genealogia
| Jorge I, Príncipe de Eschaumburgo-Lipa | Pai: Jorge Guilherme, Príncipe de Eschaumburgo-Lipa | Avô paterno: Filipe II, Conde de Eschaumburgo-Lipa  | Bisavô paterno: Frederico Ernesto, Conde de Lipa-Alverdissen      |
| Jorge I, Príncipe de Eschaumburgo-Lipa | Pai: Jorge Guilherme, Príncipe de Eschaumburgo-Lipa | Avô paterno: Filipe II, Conde de Eschaumburgo-Lipa  | Bisavó paterna: Isabel Filipina de Friesenhausen                  |
| Jorge I, Príncipe de Eschaumburgo-Lipa | Pai: Jorge Guilherme, Príncipe de Eschaumburgo-Lipa | Avó paterna: Juliana de Hesse-Philippsthal          | Bisavô paterno: Guilherme, Conde de Hesse-Philippsthal            |
| Jorge I, Príncipe de Eschaumburgo-Lipa | Pai: Jorge Guilherme, Príncipe de Eschaumburgo-Lipa | Avó paterna: Juliana de Hesse-Philippsthal          | Bisavó paterna: Ulrica Leonor de Hesse-Philippsthal-Barchfeld     |
| Jorge I, Príncipe de Eschaumburgo-Lipa | Mãe: Ida de Waldeck e Pyrmont                       | Avô materno: Jorge I, Príncipe de Waldeck e Pyrmont | Bisavô materno: Carlos Augusto, Príncipe de Waldeck e Pyrmont     |
| Jorge I, Príncipe de Eschaumburgo-Lipa | Mãe: Ida de Waldeck e Pyrmont                       | Avô materno: Jorge I, Príncipe de Waldeck e Pyrmont | Bisavó materna: Cristiana Henriqueta do Palatinado- Zweibrücken   |
| Jorge I, Príncipe de Eschaumburgo-Lipa | Mãe: Ida de Waldeck e Pyrmont                       | Avó materna: Augusta de Schwarzburg-Sondershausen   | Bisavô materno: Augusto II, Príncipe de Schwarzburg-Sondershausen |
| Jorge I, Príncipe de Eschaumburgo-Lipa | Mãe: Ida de Waldeck e Pyrmont                       | Avó materna: Augusta de Schwarzburg-Sondershausen   | Bisavó materna: Cristina de Anhalt-Bernburg                       |